# Wydawnictwo Naukowe „Śląsk”
Wydawnictwo Naukowe „Śląsk”, skr. WN „Śląsk” (do 1992 Wydawnictwo „Śląsk”, skr. „Śląsk”) – polskie wydawnictwo książkowe z siedzibą w Katowicach, specjalizujące się w publikacjach naukowych dotyczących Górnego Śląska. 

## Historia
Zostało założone w 1954. Działalność wydawniczą rozpoczęło w 1957 jako redakcja literatury społeczno-politycznej Wydawnictwa Górniczo-Hutniczego. W 1962 kierownikiem zespołu został Witold Nawrocki, pełniąc funkcję zastępcy redaktora naczelnego (do 1973). Z jego inicjatywy od 1963 redakcja prowadziła działalność o złożonym profilu edytorskim: publikowała książki o tematyce górniczej, hutniczej, czasopisma techniczne, literaturę naukową dziedzin społecznych i humanistycznych, społeczno-polityczną, eseistykę i literaturę fabularną. Od początku skupiało się na zagadnieniach związanych z Górnym Śląskiem i Zagłębiem Śląsko-Dąbrowskim, ściśle współpracując z Uniwersytetem Śląskim w Katowicach, Instytutem Śląskim w Opolu oraz pozostałymi instytucjami naukowymi i kulturalnymi regionu. Poza tematyką śląską prezentowało zagadnienia niemcoznawcze i problematyka związków polsko-niemieckich. 
W 1973 zostało usamodzielnione. W tym czasie ukształtował się profil edytorski w zakresie śląskoznawstwa (serie „Biblioteka Wiedzy o Śląsku”, „Zasłużeni Ludzie Śląska”), niemcoznawstwa, zagadnień dotyczących historycznego Śląska, Czechosłowacji (m.in. seria „Biblioteka Pisarzy Czeskich i Słowackich”) i Łużyc, rodzimej literatury klasycznej („Biblioteka Karola Miarki”), a także biografistyki (seria „Z medalionem”). W dziedzinie literatury fabularnej wydawnictwo prowadziło działalność inspiratorską i wspierającą twórców. Skupiało środowisko literackie regionu (zwłaszcza krytyków), będąc faktycznym edytorem „Śląska Literackiego”. Ponadto organizowało krajowe konkursy na twórczość o tematyce górniczej i pracowniczej oraz przyznawało stypendia dla pisarzy z województw katowickiego i opolskiego (później: bielskiego, częstochowskiego, katowickiego i opolskiego). 
Dzięki edycji poczytnych książek Alfreda Szklarskiego stało się jednym z głównych wydawnictw literatury młodzieżowej w Polsce (później dołączono też serie „Baśnie z różnych stron świata”, „Biblioteka Szarej Lilijki”, „Złota Podkowa”). Współpracowało z innymi edytorami w serii „Biblioteka Młodych”. 
W 1992 zostało sprywatyzowane jako spółka z ograniczoną odpowiedzialnością, której wspólnikami zostały: Uniwersytet Śląski w Katowicach, Politechnika Śląska, Uniwersytet Ekonomiczny w Katowicach, Akademia Górniczo-Hutnicza im. Stanisława Staszica w Krakowie i Biblioteka Śląska. Profil edytorski wydawnictwa został zawężony do publikacji naukowych dotyczących Śląska i środowisk badawczych województwa śląskiego. Jest wydawcą wykonawczym czasopism „Guliwer”, „Śląsk” i „Zaranie Śląskie”.